# 野本怜菜
野本 怜菜（のもと れな、1998年5月27日 - ）は、埼玉県出身の女子競輪選手。日本競輪選手会埼玉支部所属、ホームバンクは大宮競輪場。日本競輪学校（当時。以下、競輪学校）第114期生。師匠は早川成矢（78期）。

## 経歴
中学、埼玉県立不動岡高等学校時代は陸上競技をしていた。高校生のとき、接骨院に通院中にたまたまラジオからガールズケイリンの特集が流れていたのを聴いて興味を持ちガールズサマーキャンプに参加、これをきっかけに競輪選手を目指すことになった。ちなみに、このときキャンプの宿泊所で同室だったのが森内愛香であった。ちょうど競輪学校の願書受付の締め切りが直前に迫っていたこともあり、願書は郵送ではなく電車を乗り継いで直接JKA本部まで届けた。
2017年1月12日、競輪学校第114回適性試験に合格。在校競走成績は2位（29勝）。卒業記念レースは2着。
2018年7月2日、大宮競輪場でデビューし2着。初勝利は同年7月23日の富山競輪場、初優勝は同年8月3日の京王閣競輪場で挙げた。
BABYMETALの大ファン。また、レースでは発走直前に独特のルーティンをすることが有名で、SNSや動画サイトでも多く取り上げられており、「レナメタル」なる愛称で呼ぶファンもいる。2021年2月の名古屋での決勝戦の直前に、それまでのレースが不甲斐ない成績だったことで、気合を入れるために始めたのがきっかけであったが、その決勝戦では2着となったことから、それ以降もゲン担ぎを兼ねてパフォーマンスを続けている。